# Chromis acares
Chromis acares är en frökenfiskart i släktet Chromis. På engelska kallas den för midget chromis, "dvärg-chromis", på grund av sin ringa storlek (omkring fyra centimeter). Chromis acares återfinns i Stilla havet från Marianerna till Hawaii.